# 积翠镇
积翠乡，是中华人民共和国山西省吕梁市方山县下辖的一个乡镇级行政单位。2021年5月28日，撤销麻地会乡、积翠乡，合并设立积翠镇。

## 行政区划
积翠乡下辖以下地区：
赤红村、积翠村、卧龙潭村、孔家庄村、刘家庄村、冯家庄村、莺峪村、南阳村、窝巨沟村、帮罗村、方山村、凤翼村、水神沟村、南虎滩村、代居村和东王村。